# Zamek w Jasińcu Nowym

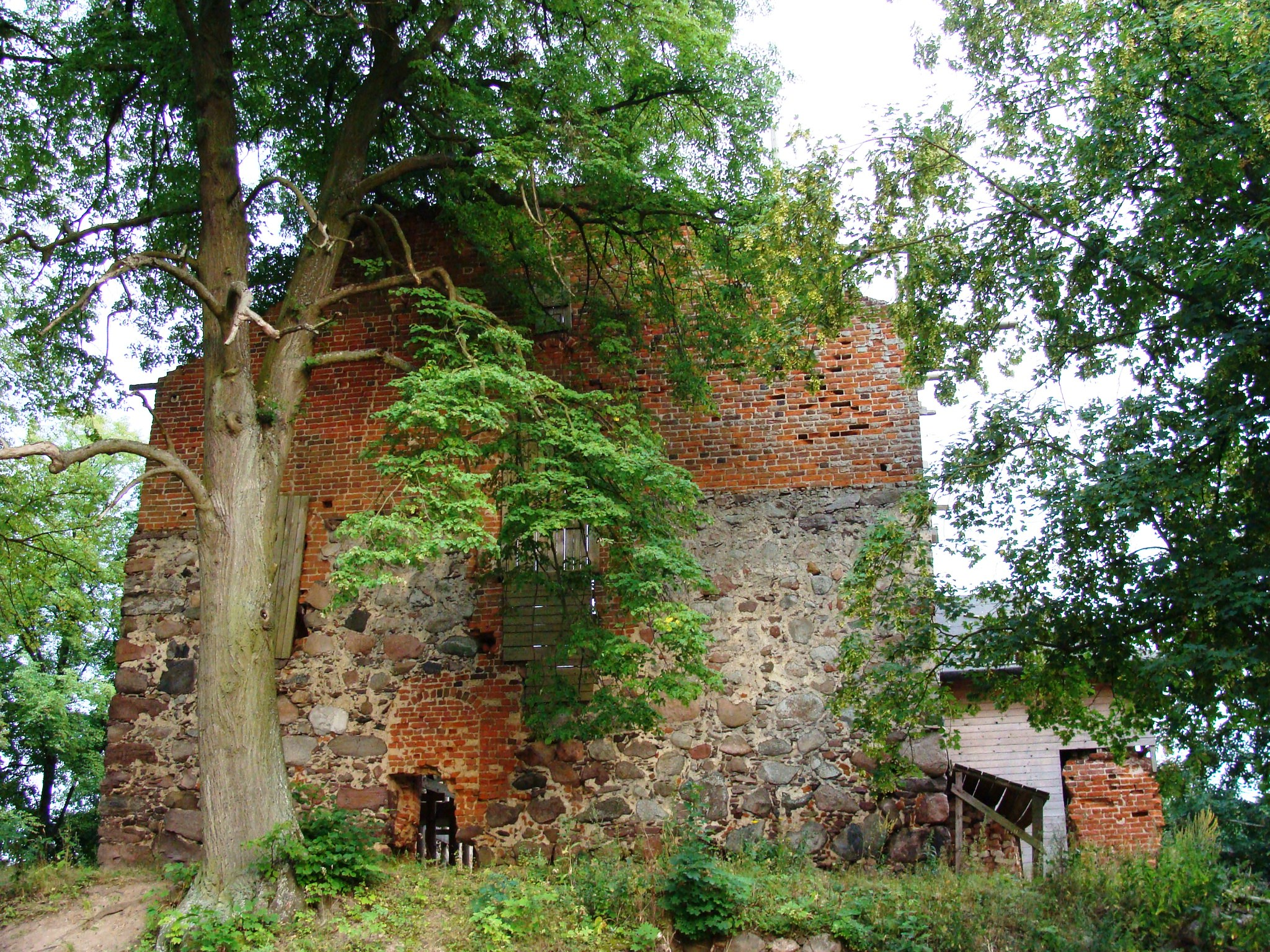

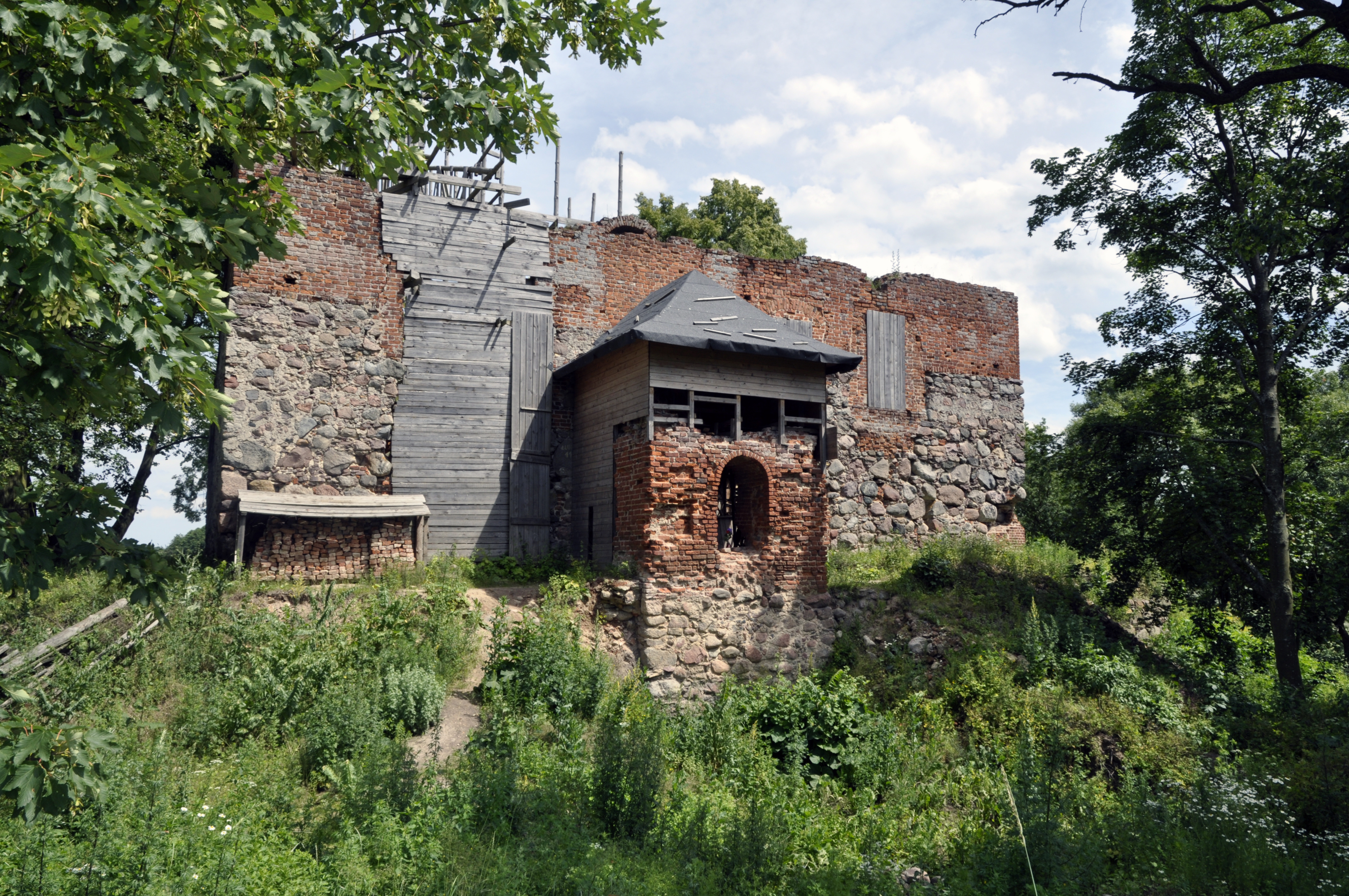

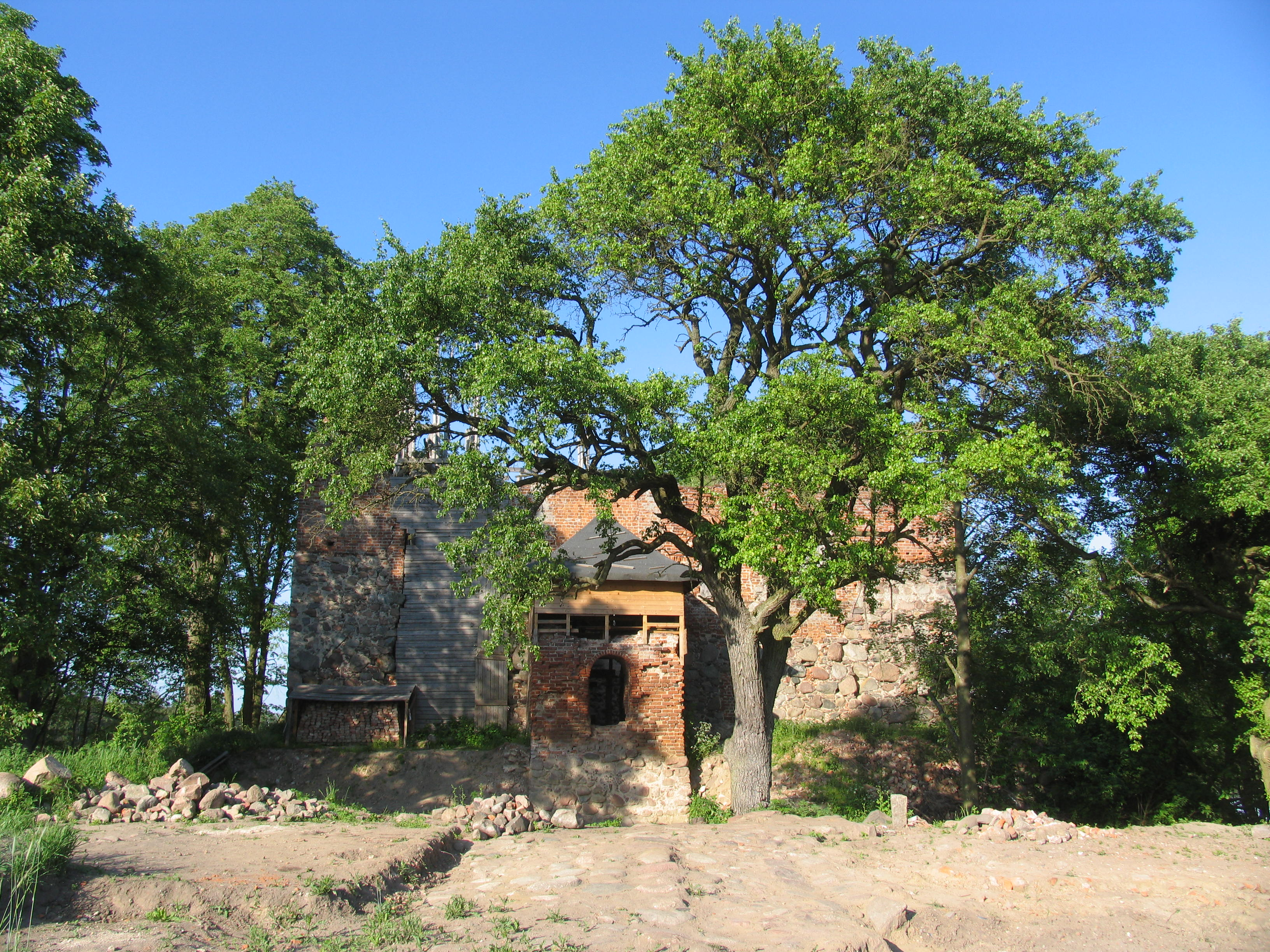

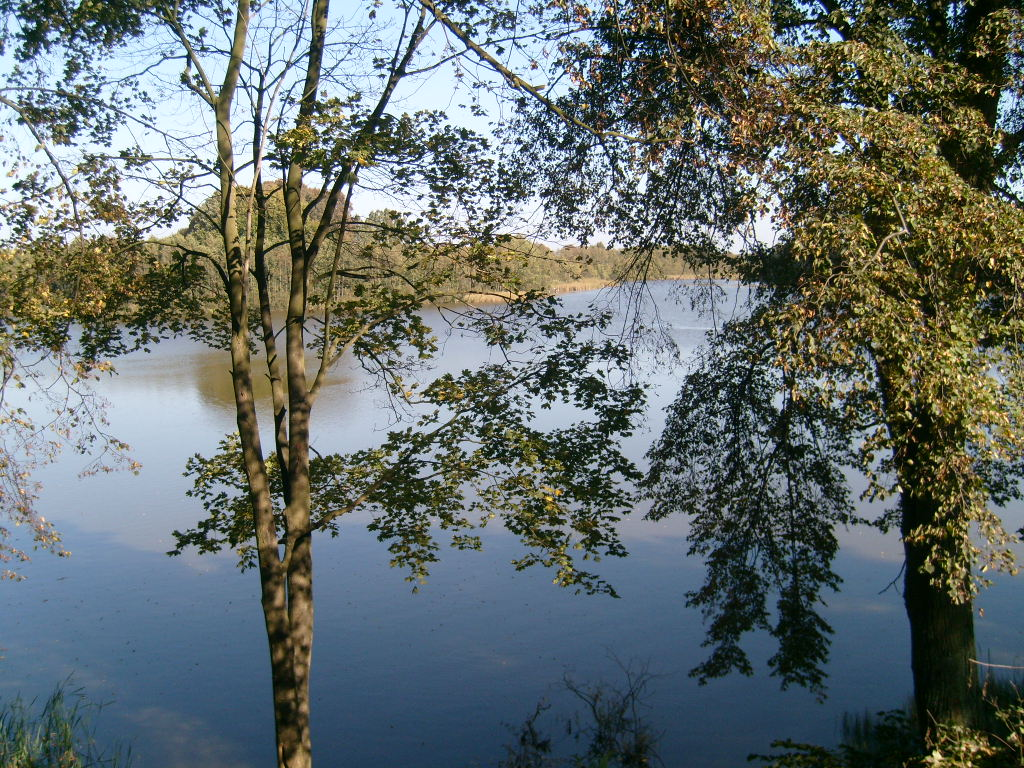
Jezioro Zamkowe - widok z zamku

Zamek w Jasińcu Nowym – ruiny średniowiecznego zamku w Nowym Jasińcu, w powiecie bydgoskim, w województwie kujawsko-pomorskim.

## Położenie
Zamek znajduje się na niewielkim wzniesieniu przy zachodnim brzegu Jeziora Zamkowego, po północnej stronie dopływu strugi Kręgiel, która wpada do Zalewu Koronowskiego. Zlokalizowany jest we wsi Nowy Jasiniec, która położona jest 4 km na zachód od Serocka i 8 km na północny wschód od Koronowa, w gminie Koronowo i powiecie bydgoskim. Na wzgórzu zamkowym rośnie zespół pomnikowych dębów będących w przeszłości tematem prac litograficznych Leona Wyczółkowskiego.

## Architektura
Zamek wybudowany jest na planie wydłużonego prostokąta o wymiarach 23 x 13 m. Posiada podpiwniczenie, dwie kondygnacje nadziemne, a wysokość ścian sięga 8–9 m. Ściany do poziomu 5,3 m wykonane są z  kamienía, a wyżej z cegły. Na całości brak dachu, górnej części ścian, stropów i ścian działowych. We wnętrzu widoczne są liczne ślady przemurowań oraz nawarstwień. Piwnice przekryte są sklepieniem ceglanym kolebkowym, częściowo zniszczonym. Budowlę otacza międzymurze z częściowo zachowanym murem obwodowym z kamienia polnego. Po stronie zachodniej od zamku, poza fosą jest teren, na którym znajdowało się przedzamcze. W otoczeniu znajduje się drewniana stajnia/kuźnia z końca XIX wieku, z ceglanymi wypełnieniami.
Z analizy struktury i nawarstwień budowli wynikają cztery etapy budowy zamku:
1. Zamek kamienny piętrowy otoczony kamiennym murem wolnostojącym (XIII-XIV w.)
2. Zamek kamienno-ceglany nadbudowany murem ceglanym z oknami
3. Zmodernizowany zamek kamienno-ceglany ze sklepieniami piwnicznymi, o podwyższonych murach, z gankiem obronnym i otworami strzelniczymi, z wieżą bramną; całość przekryta dachem dwuspadowym (1392)
4. Zamek czterokondygnacyjny w formie wieży, kryty dachem ceramicznym, z przedzamczem oddzielonym fosą wypełnioną wodą z jeziora i dwoma mostami zwodzonymi, otoczony murem z otworami strzelniczymi; każde piętro kryte było stropem kasetonowym (1565–1772).

Po adaptacji zamku w 1773 roku na zbór ewangelicki, wyburzono podział wnętrza, zniesiono górne kondygnacje oraz pokryto budowlę dachem dwuspadowym z naczółkami.

## Historia
Zamek wybudowano na miejscu wcześniejszego grodu granicznego, usytuowanego na półwyspie wysuniętym w Jezioro Zamkowe, przy szlaku handlowym wiodącym z Polski na Pomorze i do Pomezanii. Niewykluczone, że istniała tu murowana warownia książąt pomorskich. Gród był siedzibą kasztelana serockiego, którego po raz pierwszy wymieniono w 1264 roku, w dokumencie księcia pomorskiego Mestwina II.
W 1305 roku Serock z obronnym grodem otrzymał Piotr z Nowego od króla Wacława II jako zastaw za 200 grzywien, natomiast król Wacław III dał mu miejscowość na własność. W 1306 wyrokiem sądu posiadłość otrzymał biskup Gerward. Nie jest pewne, czy po zajęciu przez krzyżaków w 1309 roku Pomorza, Jasiniec dostał się w ich ręce, lecz w 1349 roku podczas pertraktacji granicznych z Kazimierzem Wielkim, krzyżacy wymusili pozostawienie go po stronie krzyżackiej. Jasiniec został włączony do komturii w Świeciu i stał się siedzibą włodarza (1390- Johan Beckfe, 1426- Nicole, 1433- Jacob).
Żaden dokument z XIII i XIV w. nie wyjaśnia, kiedy rozpoczęto i jak przebiegała rozbudowa zamku jasinieckiego. Według Stanisława Kujota („Dzieje Prus Królewskich do r. 1309”. wersja zdigitalizowana w Kujawsko-Pomorskiej Bibliotece Cyfrowej) zamek wystawili krzyżacy w latach 1377–1392 na miejscu dawnego grodu pomorskiego. 
Około 1390 roku krzyżacy rozbudowali zamek w obliczu zaostrzenia stosunków z Królestwem Polskim. Podczas wielkiej wojny polsko-krzyżackiej w 1410 roku nieopodal rozegrała się zwycięska dla Polaków bitwa pod Koronowem. Zamek został zdobyty przez wojska Władysława Jagiełły, lecz na mocy pokoju z 1411 roku został zwrócony krzyżakom. Podczas wojny głodowej w 1414 roku przez zdradę jednego z rycerzy zakonnych zamek zdobyli Polacy i następnie spalili. W 1420 roku wskutek wojen zamek był wypalony, lecz nadal pod  jurysdykcją krzyżacką. W 1433 roku podczas kolejnej wojny polsko-krzyżackiej, powracające spod Gdańska rycerstwo polskio-husyckie pod dowództwem Dobiesława Puchały ostrzelało go z dział i po raz kolejny splądrowało i spaliło. 13 września zawarto pod zamkiem zawieszenie broni. W 1449 krzyżacy rozpoczęli jego odbudowę, lecz już na początku wojny trzynastoletniej (1454) zamek na trwałe zajęli Polacy. Od tego czasu funkcja zamku zmieniła się ze strażnicy pogranicza na  warowną siedzibę polskiego starosty. 
Król Kazimierz IV Jagiellończyk włączył go do dóbr królewskich, a administracyjnie do powiatu świeckiego w Prusach Królewskich. Ustanowiono tu siedzibę niewielkiego starostwa niegrodowego z uposażeniem złożonym z miejscowości: Stary Jasiniec, Klonowo, Serock i Zamrzenica oraz dzierżawami w enklawach: tucholskiej, grudziądzkiej i rogozińskiej. Za panowania Kazimierza Jagiellończyka starostwo jasinieckie otrzymał Jan Kościelecki, a po nim dzierżyli je kolejni przedstawiciele rodu Kościeleckich, aż do 1550 roku, kiedy starostą został Adam Walewski, podkomorzy sochaczewski, starosta świecki. Od 1691 roku starostwo dzierżyli dziedzicznie przedstawiciele gdańskiego rodu Tuchółków. W XVIII wieku pod zamkiem wzniesiono folwark z parterowym dworkiem, siedzibą właścicieli Jasińca Nowego (rozebrano go w okresie międzywojennym). Po I rozbiorze Polski, we wrześniu 1772 roku Jakub Tuchółka złożył przysięgę królowi pruskiemu, a starostwo jasinieckie zostało mu odebrane z odszkodowaniem.
Jasiniec Nowy jako folwark w 1773 roku przeszedł na syna Ignacego Tuchółkę. W tym czasie liczył on 15 włók i 27 mórg ziemi folwarcznej oraz 17 gospodarstw. W tym czasie zamek zaadaptowano jako kościół ewangelicki dla potrzeb sprowadzonych z Meklemburgii osadników niemieckich, którzy zasiedlili Serock i Jasiniec. Administracja pruska włączyła go do dominium świeckiego, a w 1789 do obwodu chojnickiego, zaś w Jasińcu Nowym utworzono zarząd domenalny. W 1846 ewangelicy wybudowali nowy kościół w Serocku, a zamek został opuszczony. Słownik geograficzny Królestwa Polskiego podaje dokładny opis i funkcje zamku, który w roku 1882 był według autora opisu w dobrym stanie.
Pierwsze prace konserwatorskie przy zamku prowadzono w latach 1907–1908. W okresie międzywojennym ruinę oczyszczono z gruzu i roślin. W 2003 roku zamek kupił prywatny przedsiębiorca z Warszawy, który organizuje tu m.in. spotkania rycerzy.

### Starostowie jasinieccy
- 1445 – Jan Kościelecki[1]
- 1475 – Mikołaj Kościelecki
- 1508 – Stanisław Kościelecki
- 1550–1565 – Adam Walewski
- 1568 – Maciej Żabiński
- 1600–1629 – Samuel Żabiński
- 1629–1643 – Paweł Działyński (starosta bratiański)
- 1643–1648 – Jadwiga Marianna Działyńska z Czarnowskich
- 1648–1660 – Zygmunt Kaczyński
- 1661–1685 – Jan Komorowski
- 1685- Jan Piotr Tuchółka (kasztelan gdański)
- 1691–1713 – Jan Franciszek Tuchółka
- 1713–1718 – Katarzyna z Rozrażewskich Tuchółkowa
- 1718–1732 – Paweł Wolski i Elżbieta Tuchółczanka
- 1732–1740 – Ignacy I Tuchółka
- 1740–1757 – Ignacy II Tuchółka
- 1757–1772 – Jakub Tuchółka

## Badania archeologiczne
W 1881 roku na południe od wsi znaleziono cmentarzysko grobów skrzyniowych kamiennych, z urnami, kawałkami brązu i odłamkami ceramicznymi z okresu halsztackiego (1200-500 lat p.n.e.). Od 2007 na zamku i przedzamczu prowadzono badania archeologiczne pod kierunkiem Roberta Grochowskiego z Bydgoszczy. W wieży bramnej znaleziono setki fragmentów renesansowych kafli z przełomu XVI i XVII w., a w innych miejscach fragmenty kielichów szklanych, metalowe przedmioty, sztućce oraz monetę boratynkę z połowy XVII w.